# هيلين ماسترز
هيلين ماسترز (بالإنجليزية: Helen Masters)‏ هي ممثلة بريطانية، ولدت في 10 أبريل 1963 في كوفنتري في المملكة المتحدة.

## وصلات خارجية
- هيلين ماسترز على موقع IMDb (الإنجليزية)
- هيلين ماسترز على موقع قاعدة بيانات الفيلم (الإنجليزية)